# Russell Simmons
Russell Wendell Simmons (New York, 4 ottobre 1957) è un produttore discografico e imprenditore statunitense.
È cofondatore, con Rick Rubin, della storica etichetta discografica hip hop Def Jam Recordings e fondatore di un'altra etichetta, la Russell Simmons Music Group.
Simmons è il fratello maggiore di Joseph Simmons, noto come "Run" dei Run-DMC.
Si sposò con la modella Kimora Lee Simmons il 20 dicembre del 1998. Simmons chiese il divorzio nel marzo del 2006, dicendo che la coppia si era separata già da qualche tempo. I Simmons hanno due figlie — Ming Lee Simmons (21 gennaio 2000) e Aoki Lee Simmons (16 agosto 2002) — che posano entrambe per Baby Phat Kids Collection. Simmons frequentò il City College of New York, ma lasciò gli studi per iniziare a pubblicizzare i rapper locali, inclusi Kurtis Blow e i Run-DMC e produrre dischi. Nel 1984 incontrò  Rick Rubin e insieme fondarono la Def Jam Recordings, firmando con i Beastie Boys, LL Cool J e altri artisti.
Def Jam divenne solo una piccola parte della società di Simmons, la Rush Communications, che comprendeva una compagnia di gestione, una linea di vestiario chiamata Phat Farm, una casa cinematografica, spettacoli televisivi, una rivista e un'agenzia pubblicitaria. Simmons vendette i suoi interessi della casa discografica per 100 milioni di dollari alla Universal Music Group nel 1999.
Simmons si è molto impegnato socialmente e in iniziative benefiche. Vegano, ha parlato contro le crudeltà negli allevamenti e ha partecipato alla campagna della PETA contro Kentucky Fried Chicken. Ha costruito un progetto per la lotta all'antisemitismo. Tra i personaggi famosi coinvolti Beyoncé, Leonardo DiCaprio e Will Smith.
Con un patrimonio stimato in 340 milioni di dollari è la terza figura più ricca del mondo dell'hip hop.